# Peterson Islan, Östantarktis
Peterson Island är en ö i havet utanför Östantarktis.. Australien gör anspråk på området.